# Clubiona moralis
Clubiona moralis là một loài nhện trong họ Clubionidae.
Loài này thuộc chi Clubiona. Clubiona moralis được miêu tả năm 1991 bởi Da-xiang Song & Zhu.